# Burleigh Grimes
Burleigh Arland Grimes (* 18. August 1893 in Emerald, Wisconsin; † 6. Dezember 1985 in Clear Lake, Wisconsin) war ein US-amerikanischer Baseballspieler und -manager in der Major League Baseball (MLB). Sein Spitzname war Ol’ Stubblebeard.

## Biografie

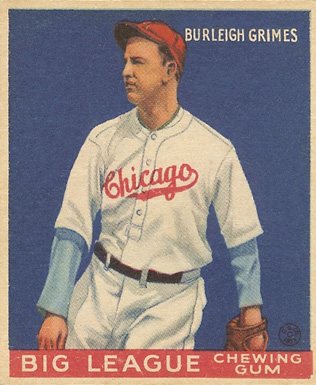
Burleigh Grimes auf einer Baseballkarte, 1933

Burleigh Grimes bestritt sein erstes Spiel in der Major League am 10. September 1916 für die Pittsburgh Pirates als Pitcher. Als 1920 der Spitball verboten wurde, war Grimes einer der letzten 17 Pitcher, die diesen Wurf noch ausüben durften. Zum Abschluss seiner Karriere 1934 war er der letzte, der diese Genehmigung noch hatte.
In den 1920er Jahren zeigte Grimes seine besten Leistungen, zweimal führte er die National League mit den meisten Siegen an, fünfmal hatte er zu Saisonende mehr als 20 Siege auf seinem Konto. Mit den Brooklyn Dodgers erreichte er 1920 die World Series, unterlag aber mit seinem Team den Cleveland Indians in sieben Spielen. Von 1930 bis 1932 erreichten die Teams von Grimes ebenfalls die Endspiele, zwei Niederlagen und ein Sieg waren die Bilanz daraus. 1930 unterlagen die Cardinals den Philadelphia Athletics in sieben Spielen, Grimes verlor seine beiden Starts. 1931 endete die gleiche Endspielpaarung mit dem Sieg von St. Louis, Grimes gewann zwei Spiele in dieser Serie. Trotz dieses guten Resultats wurde er zu den Chicago Cubs transferiert, mit denen er ebenfalls die World Series erreichte, dort aber den New York Yankees unterlag. Im Alter von 40 Jahren beendete er 1934 seine Spielerkarriere.
1937 übernahm er den Managerposten bei den Brooklyn Dodgers von Casey Stengel, konnte aber dort nur einen sechsten und siebten Platz in seinen beiden Spielzeiten erreichen. Weitere Managerjobs in den Minor Leagues folgten in seiner weiteren Karriere.
Seinen Spitznamen Ol’ Stubblebeard erhielt Grimes daher, dass er sich vor Spielen, in denen er der Starting Pitcher war, nie rasierte.
1964 wählte ihn das Veterans Committee in die Baseball Hall of Fame. Im Alter von 92 Jahren verstarb Grimes 1985 an den Folgen einer Krebserkrankung.